# Husky: The Savior
Husky: The Savior je česká mobilní hra z roku 2018. Vytvořila ji skupina českých vývojářů ve spolupráci s humanitární organizací ADRA.

## Hratelnost
Hráč ovládá psa huskyho běžícího lesem. Musí se vyhýbat duchům a zachraňuje štěňata.